# 拉德克·德沃夏克
拉德克·德沃夏克（捷克語：Radek Dvořák，1977年3月9日—），生于塔博尔，捷克男子冰球运动员。他曾代表捷克国家队参加2002年冬季奥林匹克运动会冰球比赛，获得第五名。